# Караулово (Рязанская область)
Караулово — село в Путятинском районе Рязанской области, входит в состав Большеекатериновского сельского поселения.

## Географическое положение
Село расположено в 7 км на север от центра поселения села Большая Екатериновка и в 20 км на юго-восток от райцентра села Путятино близ автодороги М-5 «Урал».

## История
Караулово в качестве деревни в Путятинской волости упоминается в Рязанских платежных книгах 1628-29 годов, по окладным книгам 1676 года оно значится также деревней, состоящей в приходе к селу Волковому. Каменная Скорбященская церковь с приделами св. Саввы освященного и св. Николая начата постройкой помещиком Саввой Семеновичем Траковским в 1815 году, а окончена и освящена в 1819 году. 
В XIX — начале XX века село входило в состав Романово-Дарковской волости Сапожковского уезда Рязанской губернии. В 1906 году в селе было 111 дворов.
С 1929 года село являлось центром Карауловского сельсовета Чучковского района Рязанского округа Московской области, с 1935 года — в составе Путятинского района, с 1937 года — в составе Рязанской области, с 1963 года — в составе Шацкого района, с 1977 года — в составе Путятинского района, с 2005 года — в составе Большеекатериновского сельского поселения.

## Население
| 1859 | 1897 | 1906 | 2010 |
| ---- | ---- | ---- | ---- |
| 572  | ↗626 | ↗648 | ↘157 |